# Spalding (Nebraska)
Spalding je selo u američkoj saveznoj državi Nebraska. Prema popisu stanovništva iz 2010. u njemu je živjelo 487 stanovnika.